# Пељешачки партизански одред
Пељешачки народноослободилачки партизански (НОП) одред је био партизанска јединица у саставу Народноослободилачке војске и партизанских одреда Југославије током Другог светског рата у Хрватској.

## Историјат
Формиран је крајем децембра 1941. на полуострву Пељешцу. Имао је најпре 16, а крајем месеца око 25 бораца. У почетку рата ометао је саобраћај, вршио диверзије и разоружавао групе оружника (жандарма). Због те његове активности Италијани су у септембру 1942. извели безуспешну акцију чишћења. У новембру и децембру Одред је нанео италијанским јединицама и домобранима знатне губитке, па је крајем децембра уследила нова италијанска акција чишћења, у којој су код села Сучевице италијанске јединице разбијене. Већ 1942. Одред је упућивао групе бораца на Биоково, а почетком 1943. тамо је упутио већу групу за формирање 4. далматинске бригаде; потом је краће време дејствовао на дубровачко-херцеговачком подручју. У септембру 1943. његови борци улазе у састав 13. далматинске бригаде. Поновно је формиран у првој половини јануара 1944, у јачини од око 20 бораца. Од 2. маја 1944. у саставу је Групе јужнодалматинских оточких НОП одреда. Изводио је мање акције против немачког окупатора на Пељешцу, одржавао везу са партизанским јединицама на отоцима и обезбеђивао десантне препаде делова 26. дивизије. У октобру је од Пељешачког и Хварског НОП ореда формиран 3. батаљон Групе јужнодалматинских оточких НОПО. Расфоррниран је после коначног ослобођења Далмације, 10. новембра 1944, а људство је ушло у састав јединица 8. корпуса НОВЈ.